# Ignurbia constanzae
Ignurbia es un género monotípico de plantas herbáceas perteneciente a la familia de las asteráceas. Su única especie: Ignurbia constanzae, es originaria de la isla Hispaniola, donde se encuentra en Constanza, La Vega en la República Dominicana.

## Taxonomía
Ignurbia constanzae fue descrita por (Urb.) B.Nord.    y publicado en Willdenowia 36(1): 464. 2006.
Sinonimia
- Senecio constanzae Urb. basónimo[4]